# Ghiacciaio Thomas
Il ghiacciaio Thomas (in inglese: Thomas Glacier) è un ampio ghiacciaio lungo circa 31 km, situato sulla costa di Zumberge, nella parte occidentale della Terra di Ellsworth, in Antartide. In particolare, il ghiacciaio, il cui punto più alto si trova a circa 1.800 m s.l.m., si trova sul versante orientale della catena principale della dorsale Sentinella, nei monti Ellsworth. Qui, esso scorre verso sud-est lungo le pendici orientali del massiccio Craddock e il fianco occidentale delle cime Doryan, fino ad uscire dalla valle poco a sud dello sperone Johnson. Lungo il suo corso, il flusso del ghiacciaio Thomas è arricchito da quello di molti altri ghiacciai suoi tributari, tra cui, da nord a sud, il Della Pia, l'Aster, il Sowers, il Saltzman e il Kornicker, che gli si uniscono da ovest, e l'Obelya, che gli si unisce da nord.

## Storia
Il ghiacciaio Thomas è stato scoperto dallo squadrone VX-6 della marina militare statunitense (USN) una serie di voli di ricognizione fotografica effettuati il 14 eil 15 dicembre 1959. Grazie a queste fotografie il ghiacciaio è stato poi mappato dallo United States Geological Survey e così battezzato dal Comitato consultivo dei nomi antartici in onore del contrammiraglio Charles W. Thomas, della guardia costiera statunitense, veterano delle spedizioni antartiche degli anni cinquanta.